# Café Tomaselli

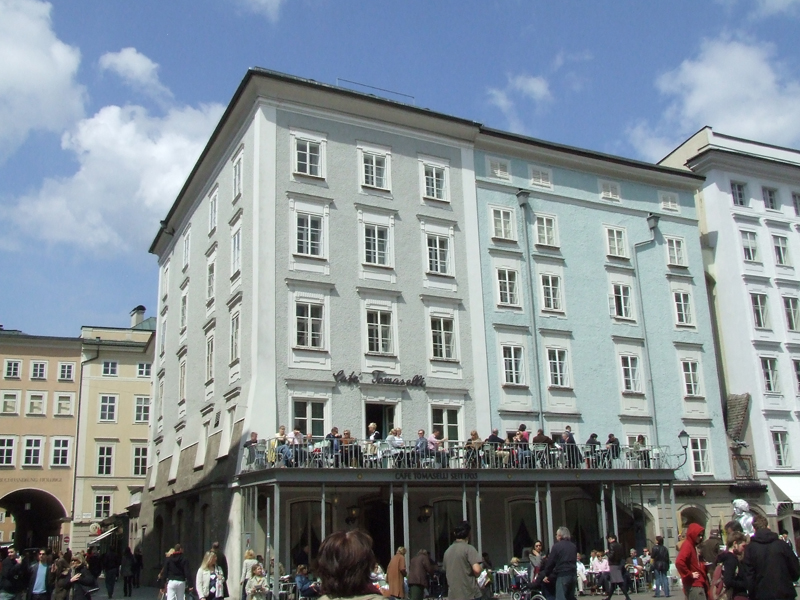
Café Tomaselli

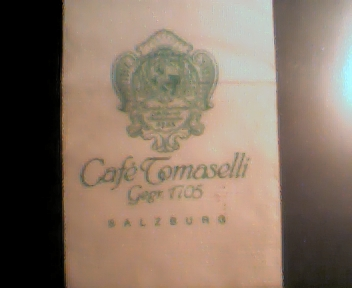
Serwetka z „Café Tomaselli” podaje jeszcze inną datę założenia kawiarni – rok 1705

Café Tomaselli – istniejąca do dziś słynna kawiarnia w Salzburgu założona w roku 1703 (jak głosi napis nad wejściem), choć historyk Gerhard Ammerer twierdzi, że mogła istnieć już w 1700. Wówczas bowiem niejaki Johann Fontaine otrzymał zezwolenie na wybudowanie „pierwszej kawiarni w Salzburgu”. Początkowo było to miejsce spotkań studenterii, a nie elegancki lokal, jakim się stał po 1760.
Po odparciu armii tureckiej w wyniku bitwy pod Wiedniem (1683), w obozie Kary Mustafy znaleziono zapasy kawy. Stąd wzięły się austriackie kawiarnie (założycielem pierwszej był Jerzy Franciszek Kulczycki). Salzburg był modnym miastem, więc wprowadzenie wiedeńskich pomysłów było tam tylko kwestią czasu.
W 1760 przeniesiono lokal z dotychczasowego miejsca przy Goldgasse, do obecnego przy Alter Markt. W 1764 Anton Staiger, dworzanin jednego z biskupów austriackich, zakupił lokal zmieniając jego nazwę na „Staiger” (powszechnie mówiono nań „Staigersches Cafehaus”). Częstym gościem w „Staiger” był Wolfgang Amadeus Mozart.
W 1852 cukiernik Carl Tomaselli (syn tenora Giuseppe Tomaselliego z Mediolanu) przejął lokal, będący do dziś w posiadaniu rodziny Tomaselli i nadał mu obecną nazwę. Carl wzbogacił ofertę o kakao i czekoladę oraz zaopatrzył kawiarnię w stół bilardowy i inne atrakcje.
Café Tomaselli jest najstarszą do dziś istniejącą kawiarnią Europy Zachodniej. Bywali w niej, m.in.: Wolfgang Amadeus Mozart, Michael Haydn, Hugo von Hoffmannsthal i Max Reinhardt.
Po II wojnie światowej amerykańskie siły okupacyjne zmieniły ją w Forty Second Street Café dla swoich oficerów i żołnierzy. W 1950 zwrócono lokal rodzinie Tomaselli.